# مطاع (موشاف)
مطاع ((بالعبرية: מַטָּע) حرفيا: بستان) هو موشاف في وسط إسرائيل تقع في ممر القدس بالقرب من بيت شيمش، ويخضع لسلطة مجلس ماتي يهودا الإقليمي. في عام 2019 كان عدد سكانه 896 نسمة.

## أصل التسمية
ورد التلميح باسم مطاع في سفر حزقيال (34:29)  «وَأُقِيمُ لَهُمْ غَرْسًا لِصِيتٍ فَلاَ يَكُونُونَ بَعْدُ مَفْنِيِّي الْجُوعِ فِي الأَرْضِ، وَلاَ يَحْمِلُونَ بَعْدُ تَعْيِيرَ الأُمَمِ.»

## التاريخ
تأسست القرية عام 1950 من قبل مهاجرين من اليمن على أرض كانت في السابق مملوكة لقرى علار وخربة التنور الفلسطينية المهجرة. انضم إلى المؤسسين لاحقًا المزيد من المهاجرين من شمال إفريقيا.

## علم الآثار
على طول الطريق الروماني القديم (الآن الطريق السريع الإقليمي 375) توجد أنقاض نزل للمسافرين واسطبل، يُطلق عليه الآن اسم «خانوت» ( خربة الخان سابقًا ). لا يزال من الممكن رؤية أرضية فسيفساء ذات كتابة يونانية من النوع البيزنطي في بقايا الهيكل، الذي يُعتقد أنه استخدم ككنيسة في القرن السادس.
في القرن الثاني عشر، أقام الصليبيون هناك ديرًا ريفيًا يتكون من عدة مبانٍ مقببة أسطوانية وجدارًا ومصلى ا.
يصف تشارلز سيمون كليرمون-جانو يصف أنقاض كنيسة باقية جزئيا، في وادي متدني (وادي التنور)، والذي كان يعتقد أن الأصلها يرجع العصور الوسطى.
يوجد في الوادي أنواع مختلفة من الأشجار: اللوز الحلو والمر، والزيتون، والعنب، والرمان، والليمون، والتين، والجوز، والكمثرى السورية، والكاروب والزعرور. إلى الجنوب الشرقي من الموشاف هو نبع طبيعيي تسمى `عين جوريش سميت قرية عربية صغيرة قريب (المهجورة الآن) والتي بنيت على حفز تلة بالقرب من بلدة تسور هداسا (هار قطرون). لا يزال من الممكن رؤية الكوات المنحوتة في الصخور المستخدمة كمقابر في القرية المهجورة.

## المعالم
يقع وادي التنور إلى الغرب من الموشاف، وهو عبارة عن جلش نهري به نبعان طبيعيان - عين ماتا (نبع البستان) وعين تنور.
عند سفح عين تنور يوجد نفق قديم تم حفره بعمق لتجميع المياه من المصدر وزيادة تدفقها - نفق تدفق النبع. وفقًا حسب التراث اليهودي، كان تنور نوح قريبًا قبل الطوفان. عندما دمر الله العالم، بدأ تنورنوح ينفث الماء، ليثبت التزام نوح العظيم بالله. عندما انتهى الفيضان وخفت المياه، نسي التنور الغرض الأصلي منه واستمر تدفق المياه منه. عندما مر نوح في فلكه، رأى النبع فقط وليس تنوره، لذلك واصل رحلته وهبط أخيرًا على جبل أرارات.

## لمزيد من الاطلاع
- شلومو Shwartz، الشعب الجديد في الجبال العالية (אנשים חדשים בהרים הגבוהים)، هكيبوتس هميوشاد 1953 (العبرية) - قصص من أول المستوطنين في ماتا (علار أليف)

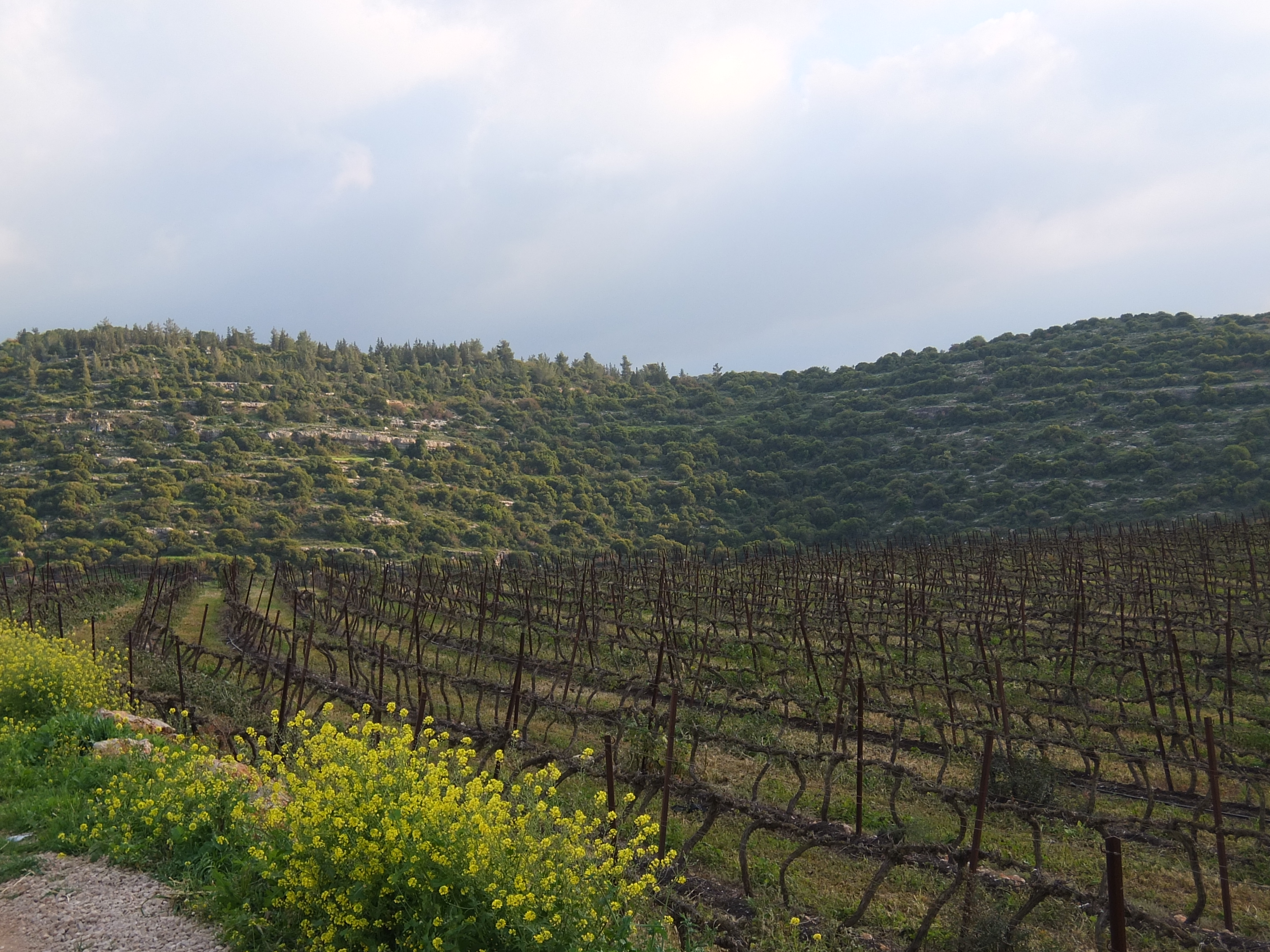
كرم في أوائل الربيع ، جنوب شرق موشاف ماتا
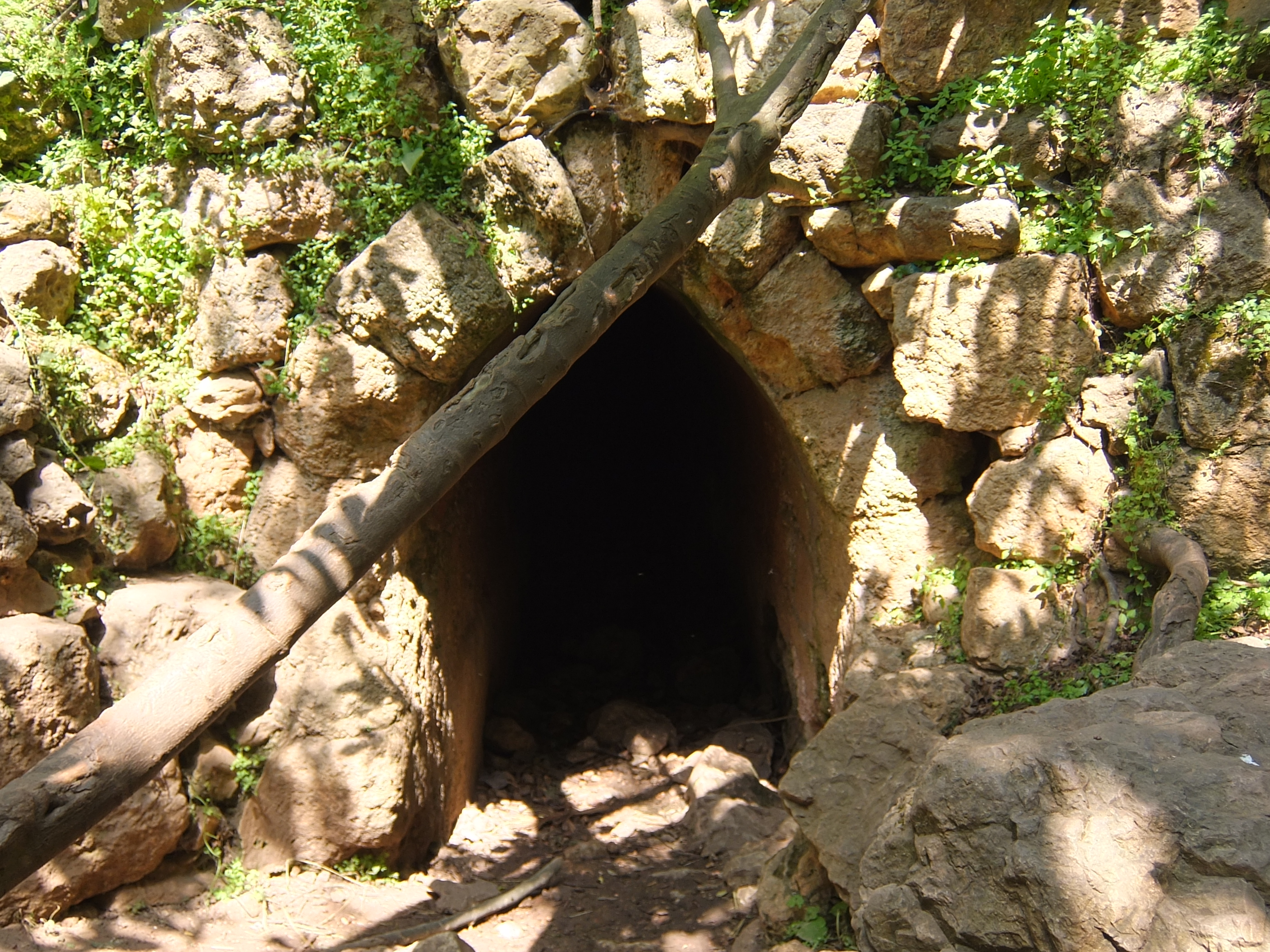
مدخل الينابيع الطبيعية (الجافة الآن) ، عين التنور ، في وادي أسفل ماتا
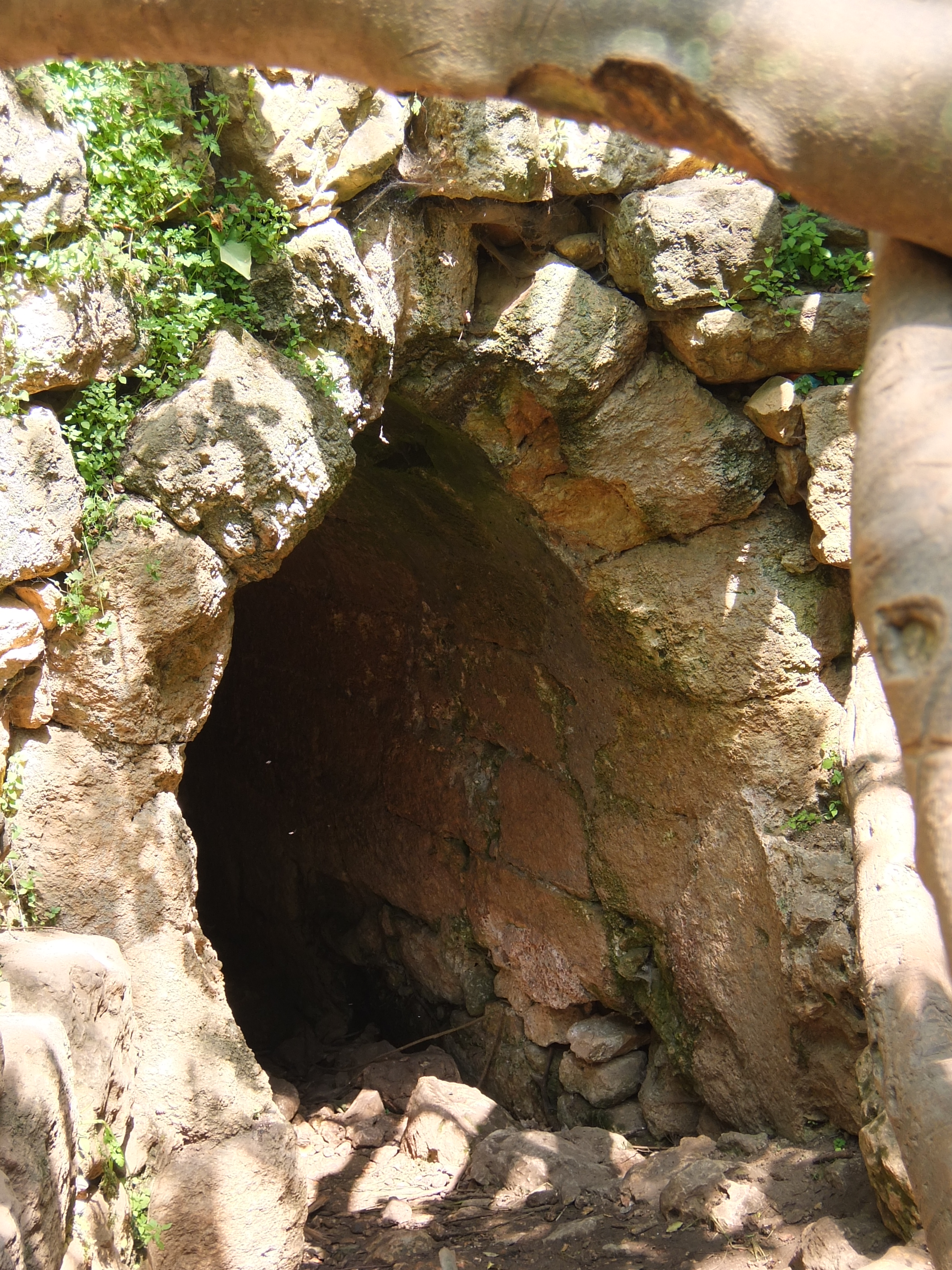
مدخل النفق حيث تدفقت نبع طبيعي ، الآن جاف
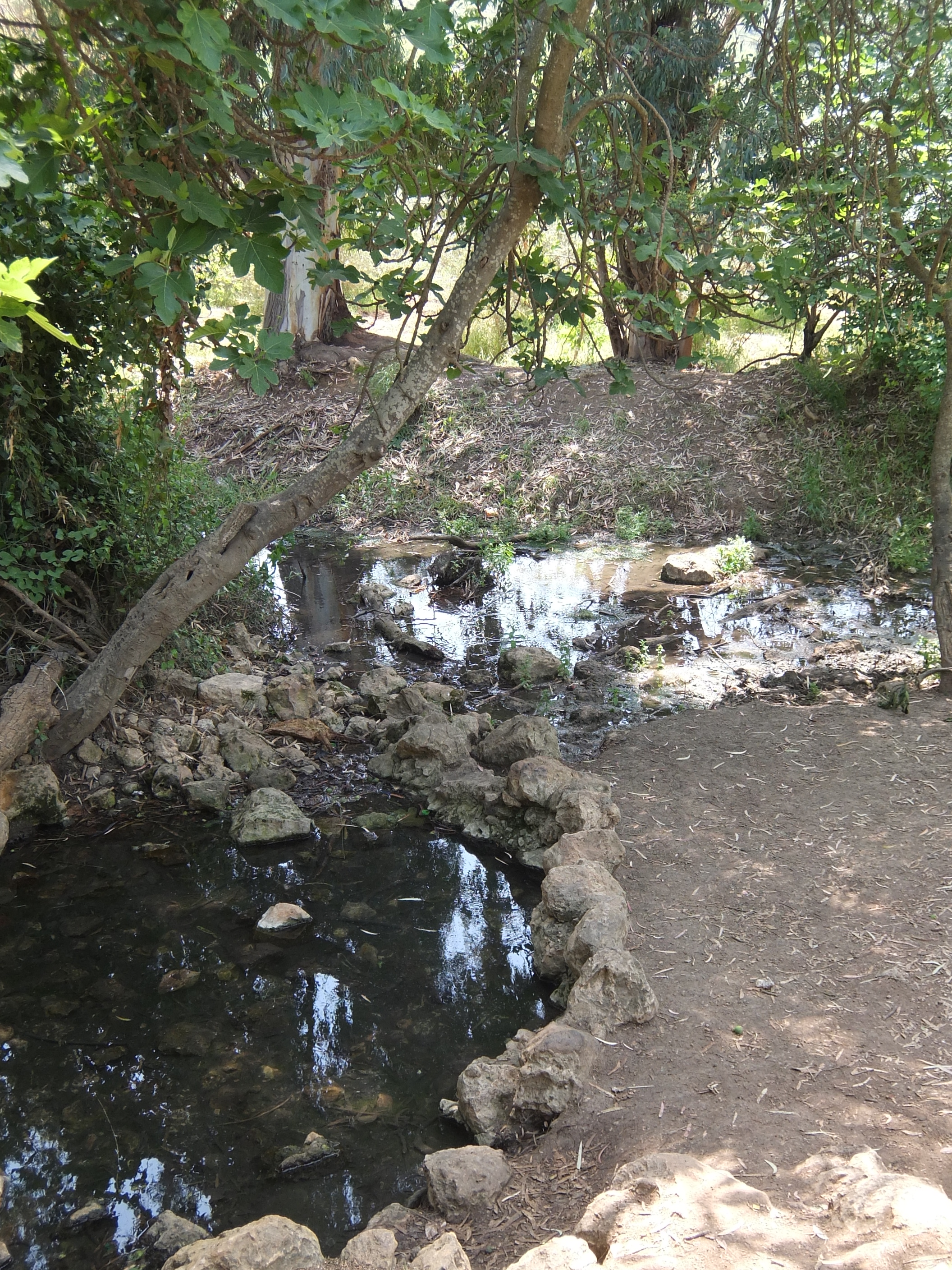
نبع طبيعي بالقرب من موشاف ماتا
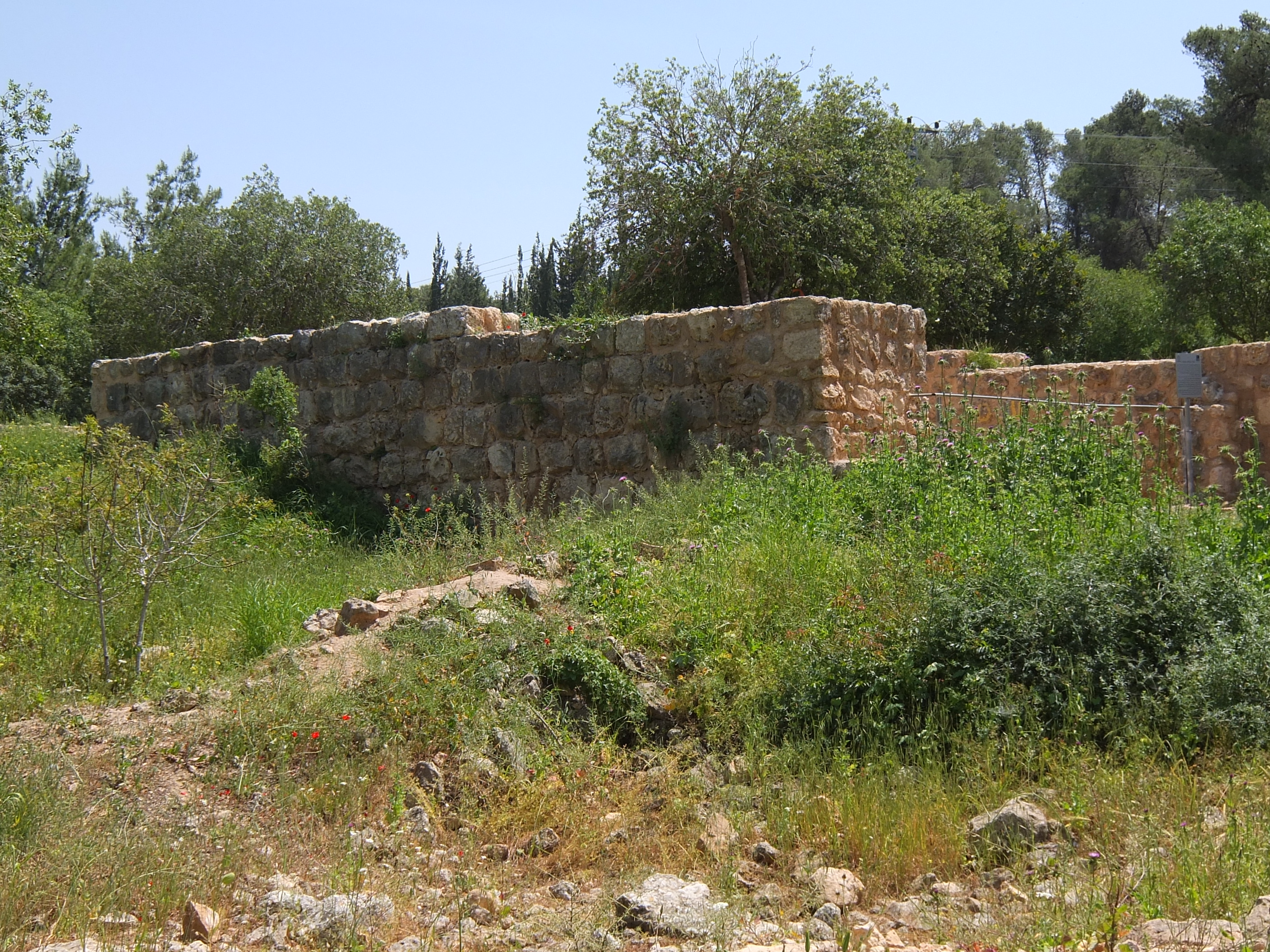
بقايا كارافانسيراي (خان) ، التي كانت تستخدم سابقًا ككنيسة بيزنطية ، بالقرب من موشاف ماتا
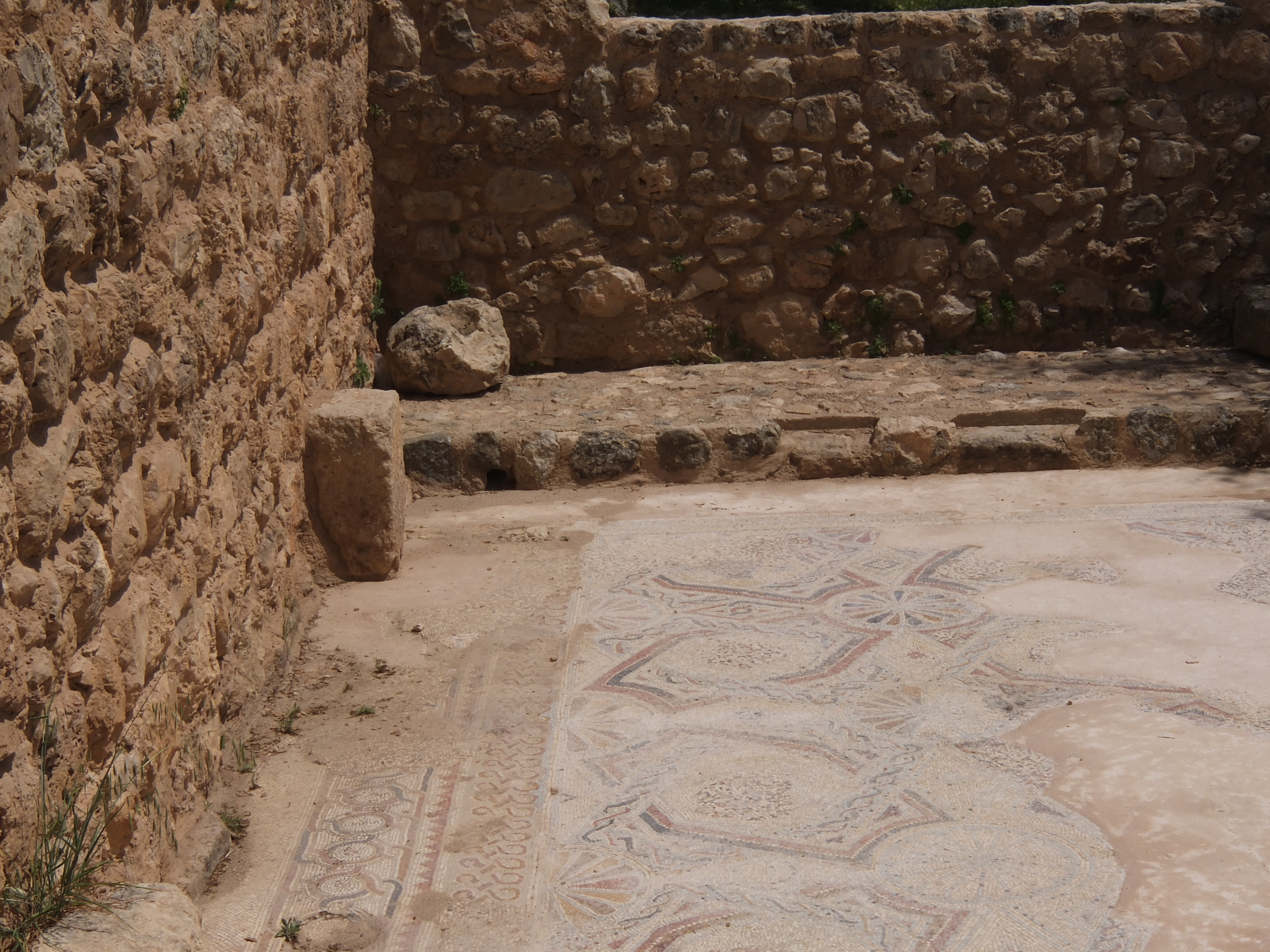
Caravanserai (خان) ، تستخدم أيضًا ككنيسة بيزنطية من القرن السادس ، بالقرب من ماتا
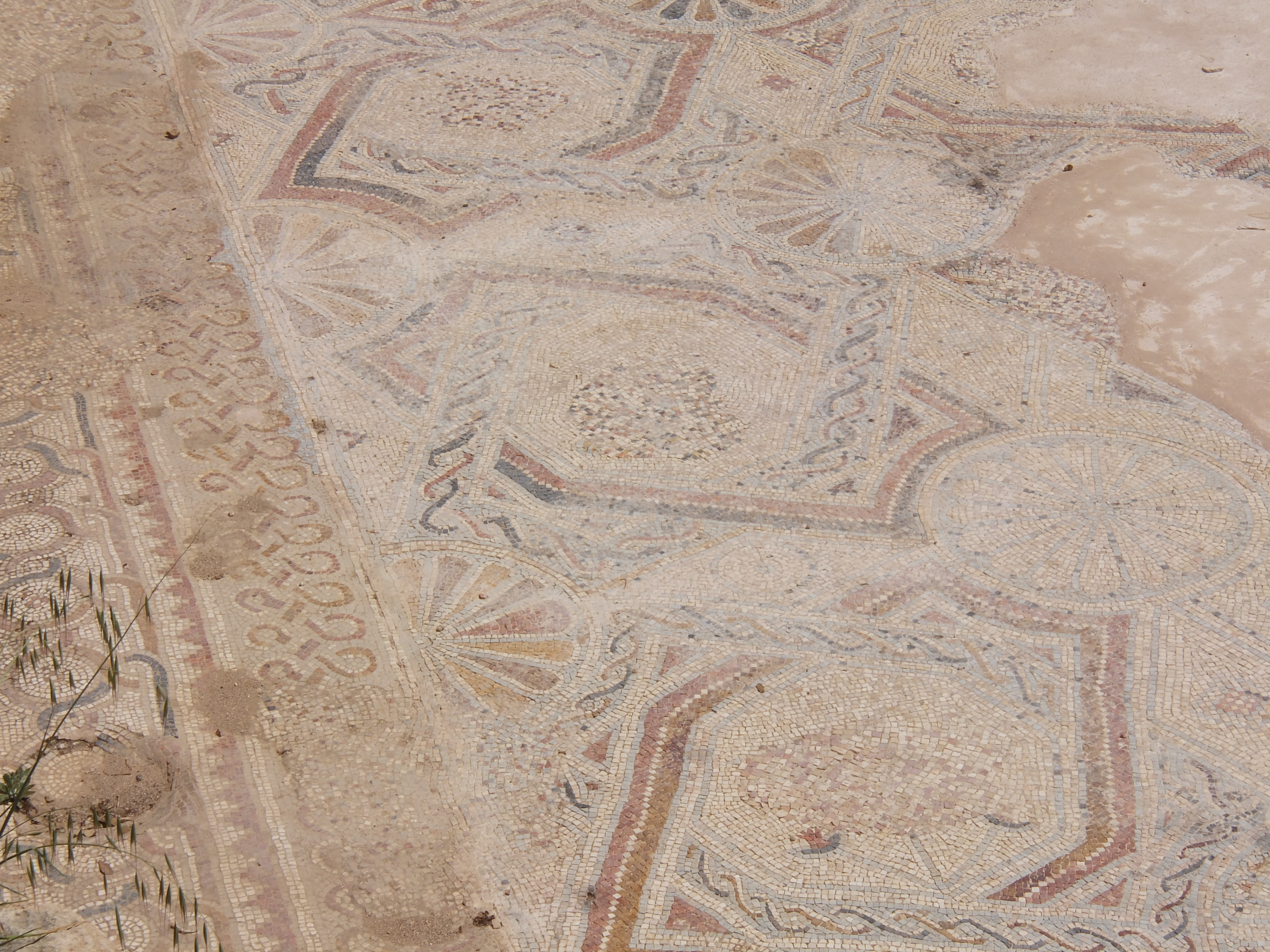
فسيفساء بيزنطية ، حوالي القرن السادس الميلادي
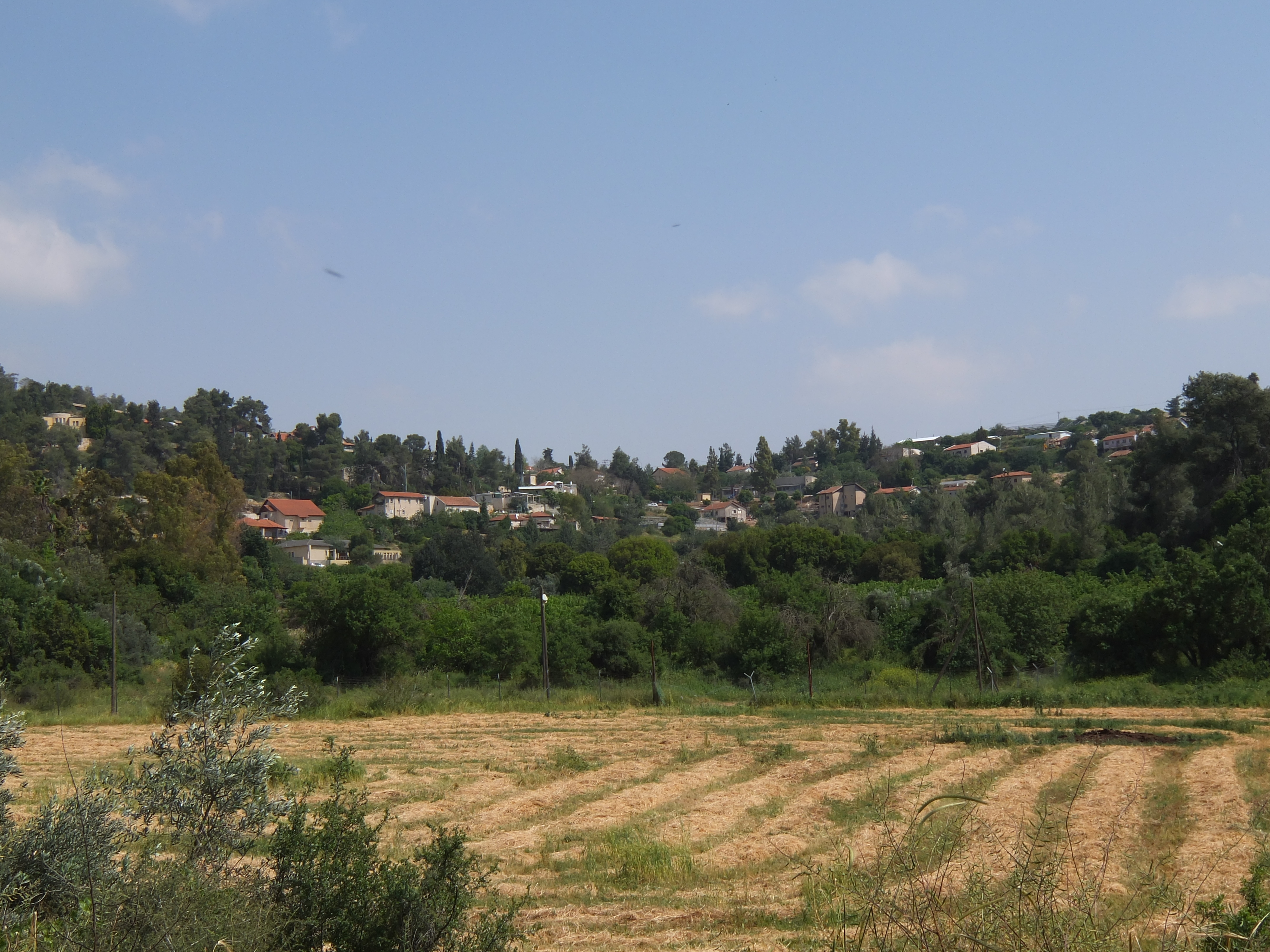
منظر موشاف من وادي التنور
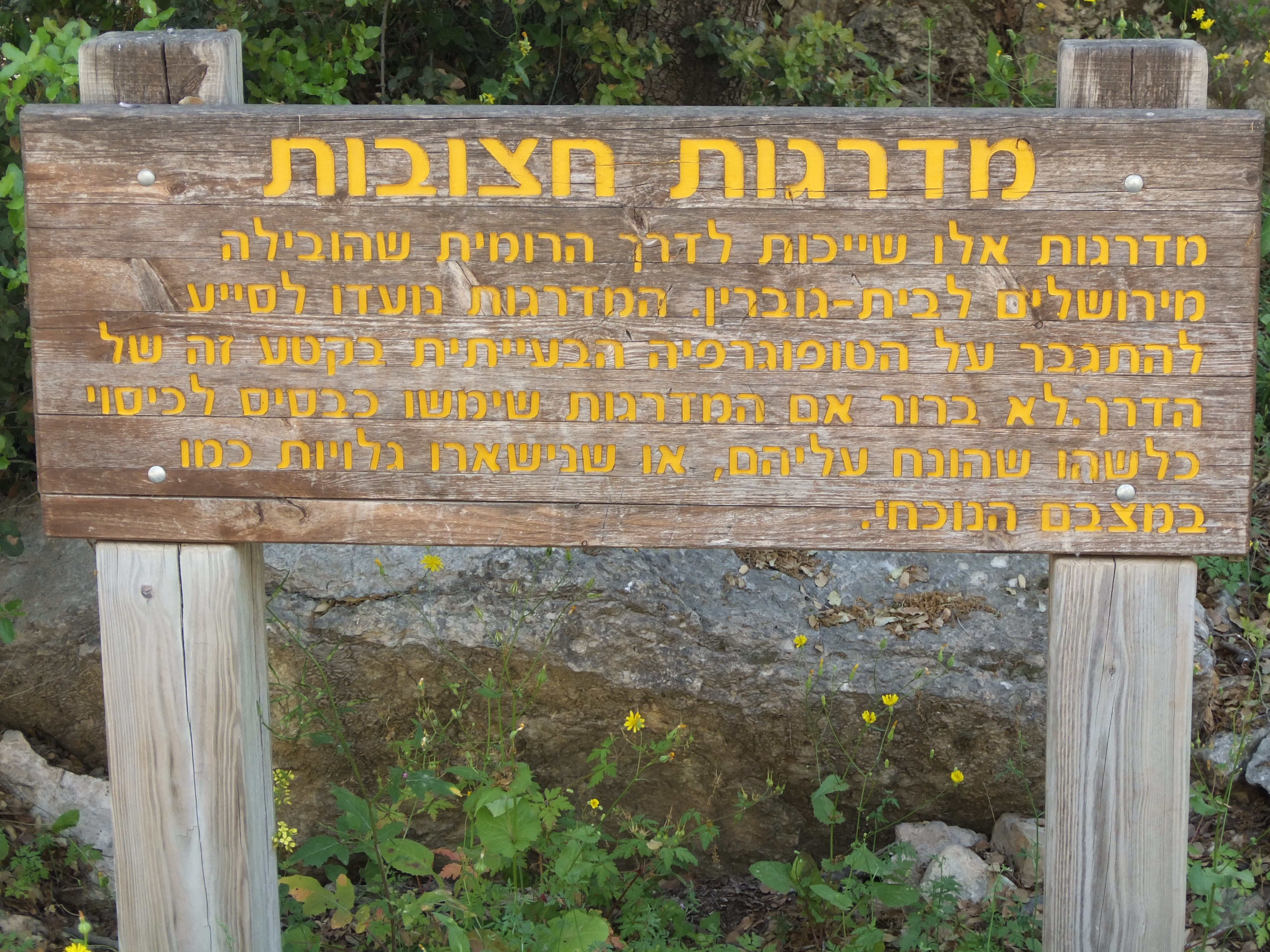
لافتة تصف الطريق الروماني بالقرب من ماتا
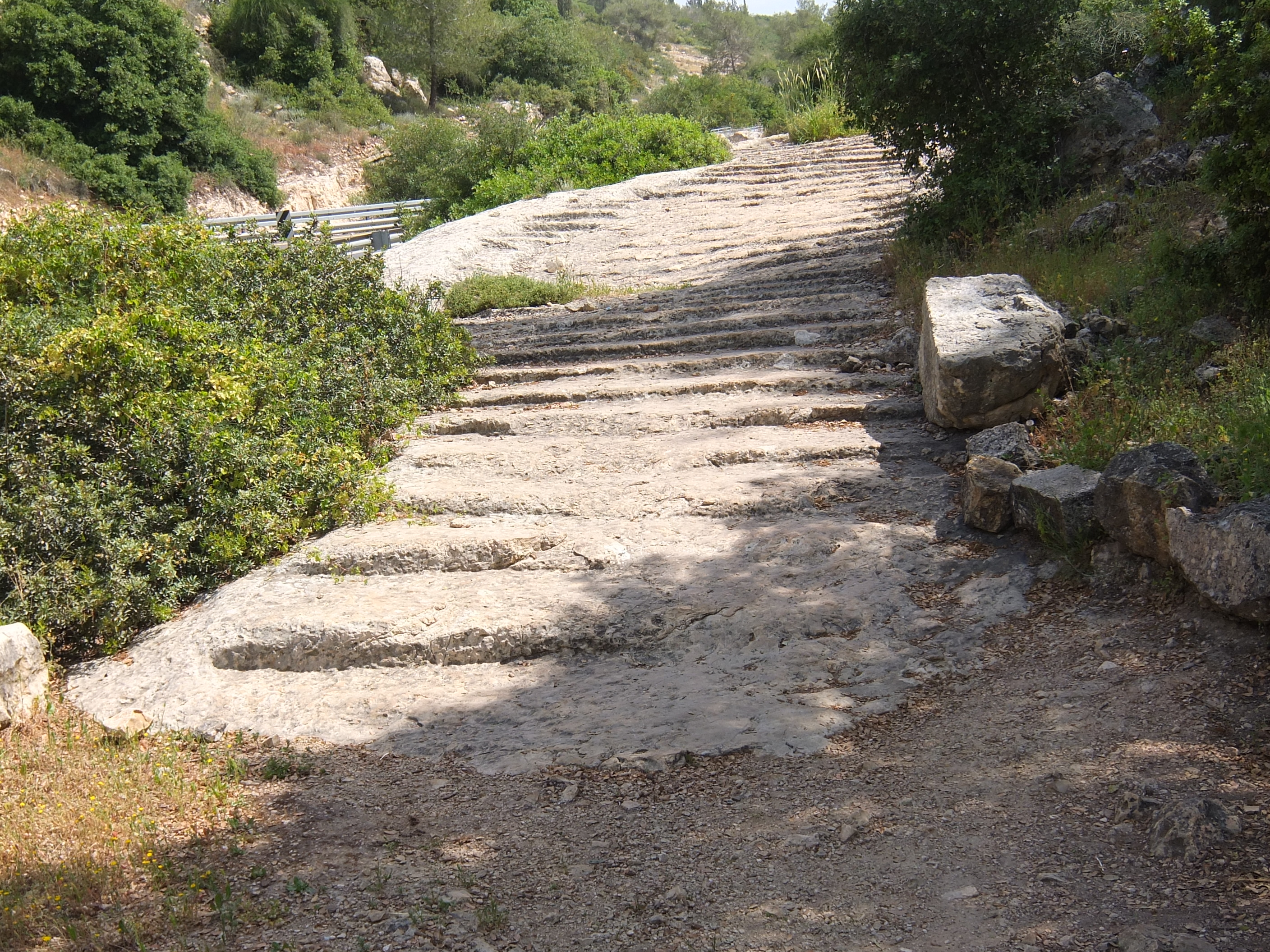
الطريق الروماني القديم ، بجوار الطريق الإقليمي 375 في إسرائيل
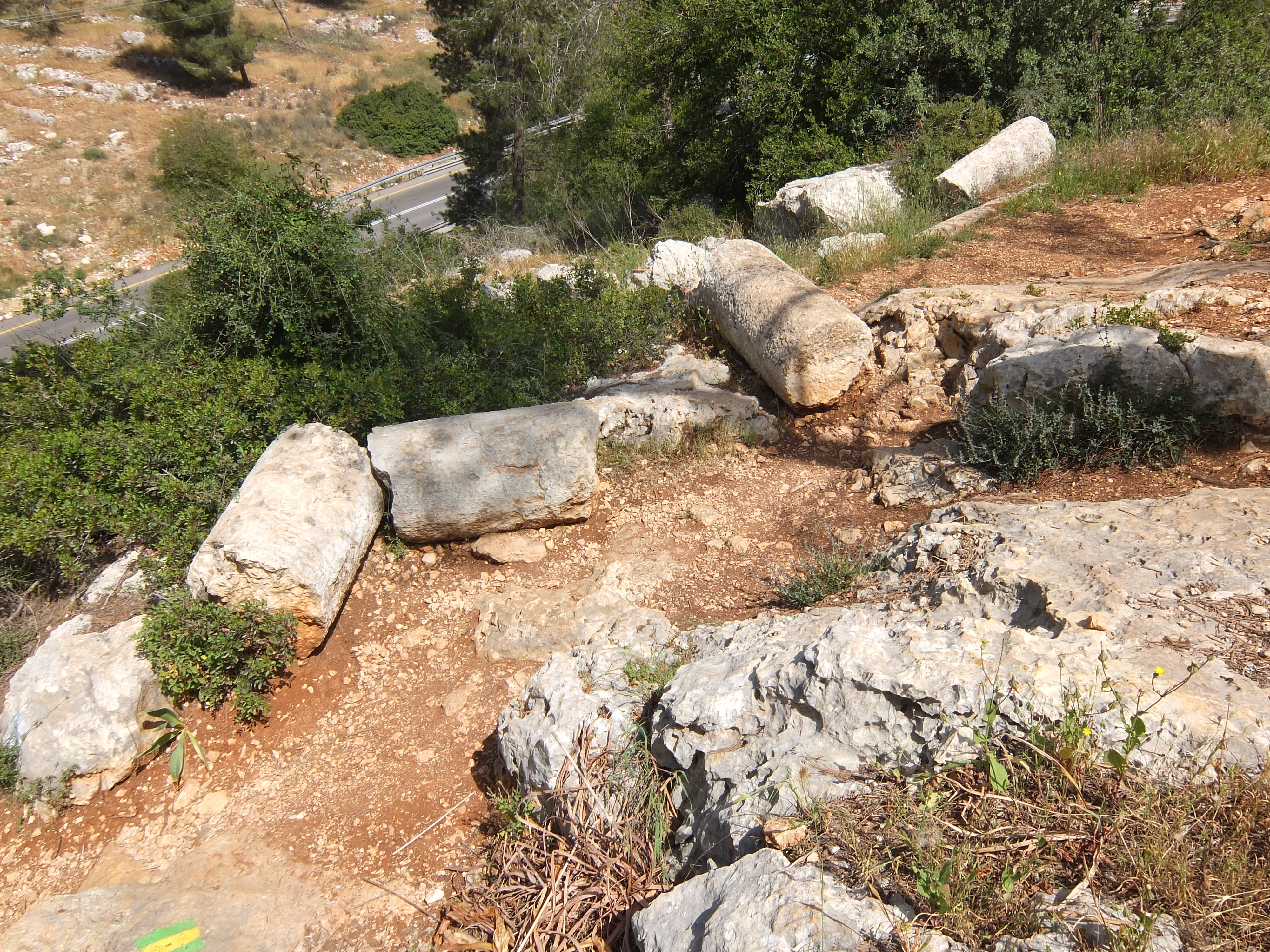
أعمدة الفترة الرومانية ، سقطت على طول الطريق الروماني القديم

## وصلات خارجية
- مطاع في المسح الأثري القديم لإسرائيل